# Travelling avant
Pour la technique de cinéma, voir Travelling.
Pour plus de détails, voir Fiche technique et Distribution.
Travelling avant est un film français réalisé par Jean-Charles Tacchella, sorti en 1987.

## Synopsis
Nino, est allé à Paris « parce qu'on peut voir plus de films qu’ailleurs ». Un soir d'octobre 1948, il fait la connaissance de Donald, un cinéphile comme lui, dans un cinéma de banlieue. Ils ne vont pas tarder à rencontrer une fille du même âge qu'eux, Barbara, initiée au cinéma par son ancien compagnon. Donald, le plus ambitieux des deux garçons et le plus avenant, gagne les faveurs de Barbara. Alors qu'il cherche à se faire une place auprès des réalisateurs en tant qu'assistant, Nino rêve de monter son propre ciné-club. Pour cela, il parvient à séduire une jeune ouvreuse, Janine, dont l'oncle est prêt à céder sa salle de cinéma un soir par semaine.

## Fiche technique
- Titre : Travelling avant
- Réalisation : Jean Charles Tacchella
- Scénario : Jean Charles Tacchella
- Production : Daniel Toscan du Plantier
- Musique : Raymond Alessandrini
- Photographie : Jacques Assuérus
- Montage : Marie-Aimée Debril
- Pays de production :  France
- Format : Couleur
- Genre : comédie dramatique
- Durée : 114 minutes (1 h 54)
- Dates de sortie :
  - France : 19 août 1987
  - Canada : 10 septembre 1987 (Festival international du film de Toronto)

## Distribution
- Thierry Frémont : Nino
- Ann-Gisel Glass : Barbara
- Simon de La Brosse : Donald
- Sophie Minet : Angele
- Laurence Côte : Janine
- Luc Lavandier : Gilles
- Nathalie Mann : Vicky
- Jacques Serres : Roger
- Alix de Konopka : Wanda
- Philippe Laudenbach : Le sosie de Julien Duvivier
- Jean-Michel Molé : Le proprio du cinéma
- Catherine Hubeau : La mère de Donald
- Claude Beylie : Un contrôleur de la cinémathèque
- Jean-Michel Arnold : Un contrôleur de la cinémathèque
- Julia Cordonnier : La soldate de l'Armée du salut
- Julien Dubois
- Alexandre Thibault
- Nicolas Vaude
- Guillaume de Tonquédec
- Jean-Pierre Ducos